# Hippomolgus latipes
Hippomolgus latipes is een eenoogkreeftjessoort uit de familie van de Clausidiidae. De wetenschappelijke naam van de soort is voor het eerst geldig gepubliceerd in 1967 door Humes & Ho.